# Chankagenesia natans
Chankagenesia natans is een haft uit de familie Palingeniidae. De wetenschappelijke naam van de soort is voor het eerst geldig gepubliceerd in 1935 door Buldovsky.
De soort komt voor in het Palearctisch gebied.